# Guy Fawkes
Guy Fawkes (/fɔːks/; 13 tháng 4 năm 1570 – 31 tháng 1 năm 1606), còn được biết đến với cái tên Guido Fawkes khi chiến đấu cùng với người Tây Ban Nha, là thành viên của một nhóm người theo Công giáo ở địa phương và là người đã lên kế hoạch cho Âm mưu thuốc súng bất thành năm 1605. Guy Fawkes sinh ra và được giáo dục tại York. Bố ông qua đời khi Fawkes mới tám tuổi; sau đó, mẹ ông tái hôn với một người Công giáo chống lại Anh giáo.
Fawkes đã cải sang đạo Công giáo và đến lục địa Châu Âu để gia nhập quân ngũ Công giáo Tây Ban Nha, nhằm chiến đấu chống lại nhóm cải cách Tin lành Hà Lan ở miền đất Hạ trong cuộc Chiến tranh Tám Mươi Năm. Ông đến Tây Ban Nha để tìm kiếm sự hỗ trợ cho cuộc nổi loạn ủng hộ Công giáo ở Anh nhưng không thành công. Sau đó, ông gặp Thomas Wintour và cùng Wintour quay lại nước Anh. Wintour đã giới thiệu Fawkes với Robert Catesby, người đã lên kế hoạch ám sát Vua James I để khôi phục lại quốc vương theo Công giáo. Những người lập mưu đã thuê một căn hầm dưới Viện Quý tộc, rồi giao cho Fawkes nhiệm nhiệm vụ bảo vệ kho thuốc súng. Nhờ một lá thư nặc danh, nên chính quyền đã lục soát Cung điện Westminster vào rạng sáng ngày 5 tháng 11 và phát hiện ra Fawkes đang canh kho thuốc nổ. Ông đã bị thẩm vấn và tra tấn trong nhiều ngày tiếp theo. Cuối cùng, Fawkes thú nhận âm mưu định thổi bay Viện Quý tộc.
Ngày 31 tháng 1, ngay trước lúc hành hình, Fawkes nhảy từ giàn giáo treo cổ xuống và chết ngay lập tức nên đã tránh khỏi sự đau đớn khi bị treo, kéo lê và phân thành bốn. Về sau, Fawkes trở thành biểu tượng của Âm mưu thuốc súng. Kể từ ngày 5 tháng 11 năm 1605, hằng năm người dân Anh đều tổ chức đêm Guy Fawkes để tưởng niệm sự thất bại của âm mưu này: họ đốt hình nộm của Fawkes trên đống lửa và thường bắn pháo hoa.

## Tiểu sử

### Tuổi thơ

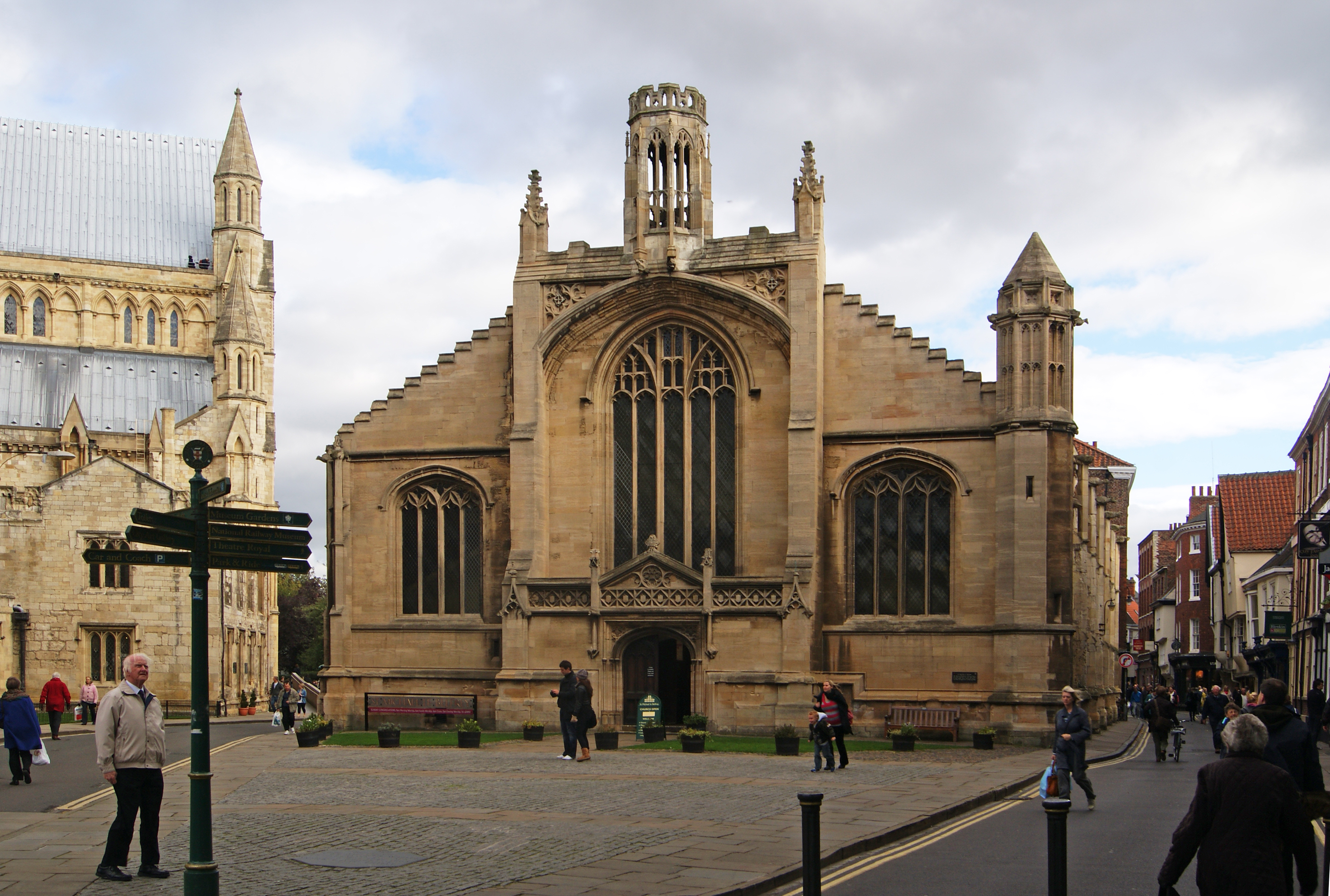
Fawkes đã rửa tội tại nhà thờ của St Michael le Belfrey, York ngay bên York Minster (ở bên trái).

Guy Fawkes sinh năm 1570 ở Stonegate, York. Fawkes là người con thứ hai trong gia đình bốn anh chị em. Cha ông là Edward Fawkes, giám thị và luật sư của tòa án tôn giáo tại York, và mẹ ông là Edith. Ông bà nội và cha mẹ của Guy Fawkes là tín đồ của giáo hội Anh; bà nội Fawkes, Ellen Harrington, là con gái của một thương gia buôn nổi tiếng kiêm Tổng thị trưởng của York vào năm 1536. Gia đình mẹ của Fawkes là tín đồ Công giáo bất phục Anh giáo, và anh em họ của ông, Richard Cowling, là linh mục thuộc Dòng Tên. Guy là một cái tên ít phổ biến ở nước Anh nhưng phổ biến ở York bởi một người địa phương nổi tiếng, Ngài Guy Fairfax của Steeton.
Không ai biết ngày tháng năm sinh của Fawkes, nhưng ông được rửa tội tại nhà thờ của St Michael le Belfrey, York vào ngày 16 tháng 4. Theo tục lệ, ngày sinh và ngày rửa tội cách nhau ba ngày nên có lẽ ông sinh vào ngày 13 tháng 4. Vào năm 1568, Edith hạ sinh một cô con gái tên là Anne, nhưng đứa trẻ ấy đã chết sau bảy tuần vào tháng 11 cùng năm. Bà đã sinh ra hai đứa nữa sau Guy: Anne (1572) và Elizabeth (1575). Cả hai đều kết hôn vào năm 1599 và 1594.
Năm 1579, khi Guy được tám tuổi, cha ông qua đời. Vài năm sau, mẹ ông tái hôn với một người Công giáo tên Dionis Baynbrigge (hoặc Denis Bainbridge) của Scotton, Harrogate. Fawkes có thể đã theo đạo Công giáo do xu hướng tín đồ Công giáo bất phục Anh giáo của gia đình Baynbrigge và các hội nhánh Công giáo của hai gia đình Pulleyn và Percy ở Scotton. Fawkes cũng bị ảnh hưởng tôn giáo trong thời gian học tại trường của Thánh Peter tại York. Một quản lý của trường học bị bỏ tù 20 năm vì tội bất phục Anh giáo, ngoài ra hiệu trưởng của trường, John Pulleyn, cũng xuất thân từ một gia đình bất phục Anh giáo có tiếng ở Yorkshire, gia tộc Pulleyns của Blubberhouses. Trong tác phẩm The Pulleynes of Yorkshire xuất bản vào năm 1915, tác giả Catharine Pullein nói rằng tín ngưỡng Công giáo của Fawkes bắt nguồn từ những người họ hàng Harrington của ông, được biết đến với việc chứa chấp các linh mục, một linh mục sau này đã đi cùng Fawkes đến Flanders vào năm 1592-1593. Những người bạn học cũ của Fawkes bao gồm John Wright và anh trai ông Christopher Wright (cả hai người cùng Fawkes lên kế hoạch Âm mưu thuốc súng) và Oswald Tesimond, Edward Oldcorne, và Robert Middleton, họ đều trở thành linh mục.
Sau khi rời khỏi trường, Fawkes làm lính cho Tử tước Anthony Browne. Tử tước không có thiện cảm với Fawkes và sau một thời gian ngắn thì đuổi việc ông; sau đó Fawkes được thuê làm việc cho Tử tước Anthony-Maria Browne, người kế vị chức Tử tước của ông nội mình ở tuổi 18. Ít nhất một nguồn tin cho rằng Fawkes đã kết hôn và có một đứa con trai, nhưng không có tài liệu đương đại nào xác nhận điều này.

### Binh nghiệp
Tháng 10 năm 1591, Fawkes bán tài sản thừa kế từ cha mình ở Clifton tại York. Ông đến lục địa Châu Âu để tham chiến cùng với đạo Công giáo Tây Ban Nha trong Chiến tranh Tám Mươi Năm chống lại Cộng hòa Hà Lan mới thành lập và Pháp, từ năm 1595 đến khi Hiệp ước Hòa Bình của Vervins được ký kết năm 1598. Mặc dù nước Anh không nhúng tay vào các chiến dịch chống lại Tây Ban Nha trên đất liền, nhưng hai đất nước vẫn trong tình trạng xung đột và sự kiện Hạm đội Tây Ban Nha năm 1588 chỉ vừa xảy ra cách lúc bấy giờ 5 năm. Ông gia nhập đội quân của Sir William Stanley, một người Anh theo đạo Công giáo và chỉ huy kỳ cựu ở tuổi ngũ tuần, đã huấn luyện một đội quân ở Ireland để chiến đấu trong cuộc viễn chinh của Leicester đến Hà Lan. Stanley được đề cao bởi Elizabeth I của Anh, nhưng sau khi ông đầu hàng Tây Ban Nha trong Deventer vào năm 1587, ông và hầu hết quân đội của mình đã chuyển sang phục vụ Tây Ban Nha. Fawkes trở thành một alférez khi ông chiến đấu anh dũng tại trận chiến bao vây Calais vào năm 1596 và vào năm 1603 được đề bạt thành đại úy. Cũng vào năm đó, ông tới Tây Ban Nha để tìm kiếm sự hỗ trợ cho một cuộc nổi loạn Công giáo ở Anh. Nhân cơ hội này, ông bèn đổi tên mình thành một cái tên kiểu Ý là Guido, và trong nhật ký ông đã mô tả James I (người trở thành vua của nước Anh năm đó) là "một kẻ dị giáo", người có ý định "trục xuất Công giáo ra khỏi nước Anh." Ông lên án Scotland và những người thân cận của nhà vua trong số các quý tộc Scotland, đồng thời viết rằng "sẽ không thể hòa giải được hai quốc gia này trong thời gian dài." Mặc dù ông nhận được sự kính trọng nhưng triều đình Felipe III của Tây Ban Nha không bằng lòng cung cấp cho ông bất kỳ sự hỗ trợ nào.

## Âm mưu thuốc súng

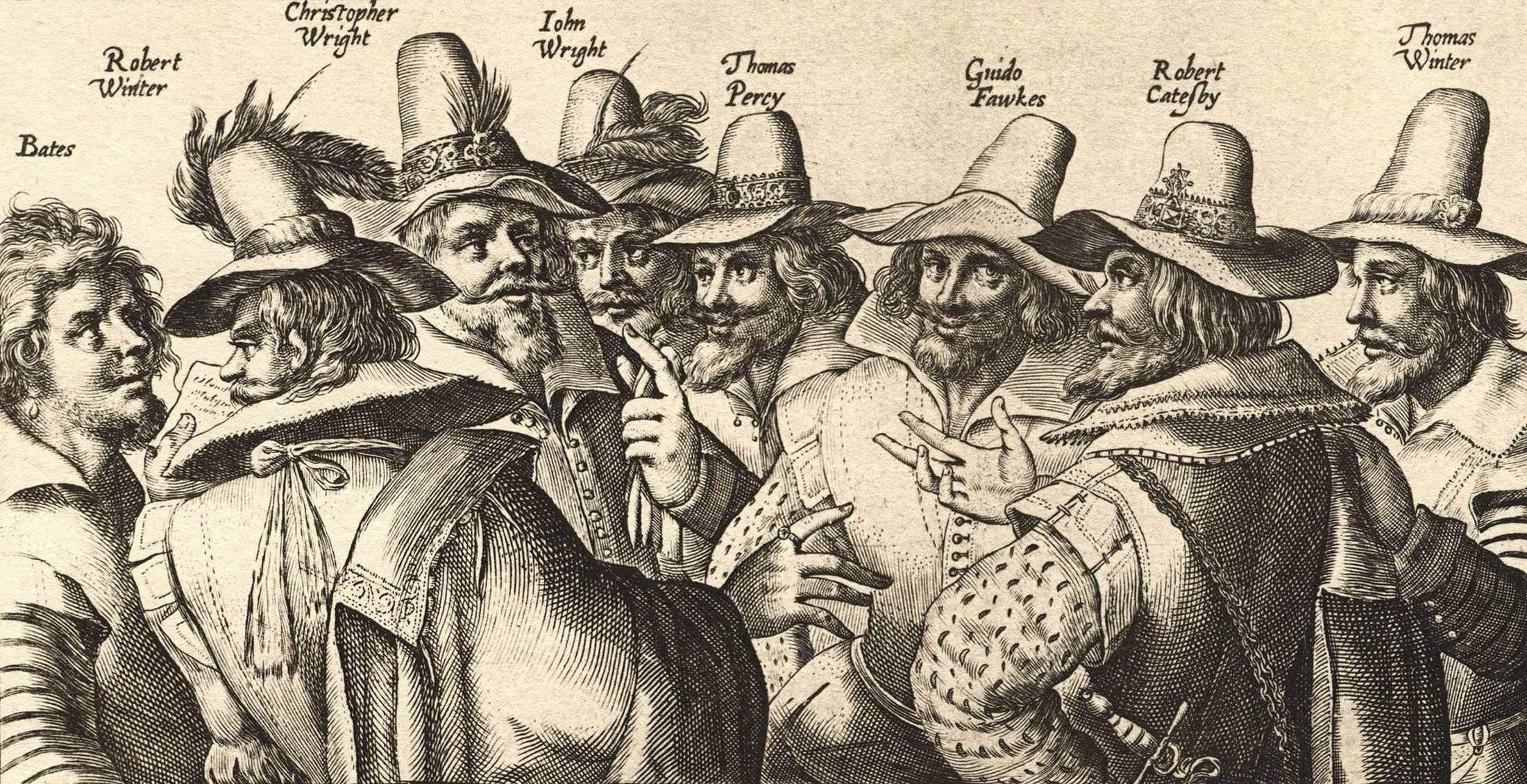
Một bức điêu khắc đương thời do Crispijn van de Passe thực hiện, miêu tả tám trong số mười ba người tham gia Âm mưu thuốc súng. Fawkes đứng thứ ba từ bên phải qua.

Năm 1604, Fawkes tham gia một nhóm Công giáo nhỏ tại Anh do Robert Catesby chỉ huy và lập ra kế hoạch ám sát Vua James theo đạo Tin lành để Công chúa Elizabeth lên ngôi vua, người đứng thứ ba trong thứ tự nối ngôi. Fawkes được miêu tả bởi linh mục Dòng Tên và người bạn cũ Oswald Tesimond là "dễ tiếp xúc và cư xử vui vẻ, không thích những cuộc xung đột và cãi nhau... người tình nghĩa với bạn ông". Tesimond cũng thừa nhận Fawkes là "một người đàn ông có kỹ năng cao trong các vấn đề chiến tranh", và sự pha trộn giữa lòng trung thành và sự chuyên nghiệp đã khiến những người trong Âm mưu thuốc súng nể ông. Tác giả Antonia Fraser miêu tả Fawkes là "một người đàn ông cao lớn, đầy sức mạnh, với mái tóc nâu đỏ dày, bộ râu mép theo truyền thống thời đó và bộ râu nâu đỏ rậm rạp," và cho rằng ông là "một người đàn ông của hành động... có khả năng lập luận thông minh cũng như sức chịu đựng về thể chất nên phần nào gây bất ngờ cho kẻ thù của mình."
Cuộc gặp mặt lần đầu của năm tên đồng phạm chính nhằm ngày chủ nhật ngày 20 tháng 5 năm 1604, tại một nhà trọ có tên Duck và Drake ở khu phố Strand thượng lưu của Luân Đôn. Trong một cuộc gặp mặt trước đó với Thomas Wintour và John Wright, Catesby đã đề ra ý định giết nhà Vua và lật đổ chính quyền bằng cách cho nổ "Nghị viện bằng thuốc súng." Catesby thuyết phục được Wintour đến lục địa để tìm kiếm sự giúp đỡ mặc dù ban đầu ông phản đối kế hoạch này. Wintour đã gặp cảnh sát trưởng của Castile, gián điệp người Wales bị lưu đày Hugh Owen, và ngài William Stanley, người nói rằng Catesby sẽ không được nhận sự hỗ trợ nào từ Tây Ban Nha. Tuy nhiên, Owen đã giới thiệu Wintour cho Fawkes, người đã rời khỏi nước Anh trong nhiều năm và do đó hầu như không có tiếng tăm ở nước Anh. Wintour và Fawkes là những người đương thời; mỗi người đều đã đi lính và hiểu rõ rằng nước Tây Ban Nha sẽ không giúp họ. Wintour nói với Fawkes về kế hoạch của họ là "phải lên kế hoạch ở Anh do Tây Ban Nha sẽ không giúp chúng ta vì nền hòa bình giữa hai nước," và do đó trong tháng 4 năm 1604 hai người họ đã trở lại nước Anh. Tin tức từ Wintour không làm cho Catesby ngạc nhiên; mặc dù có những tín hiệu tốt từ chính quyền Tây Ban Nha, ông vẫn sợ rằng "Tây Ban Nha vẫn sẽ không giúp họ."
Một trong những đồng phạm, Thomas Percy, được thăng cấp vào tháng 6 năm 1604 và được phép vào nhà của John Whynniard ở London, là quản gia tủ quần áo của vua. Fawkes trở thành người làm và bắt đầu sử dụng biệt danh là John Johnson, người giúp việc cho Percy. Tài liệu đương thời của công tố (lấy từ lời thú tội của Thomas Wintour) cho rằng những đồng phạm đã cố đào một đường hầm từ dưới căn nhà Whynniard đến Nghị viện, mặc dù câu chuyện này có thể đã bị chính phủ dựng lên; công tố không đưa ra được bằng chứng về sự tồn tại của đường hầm đó và không tìm thấy bất kỳ dấu vết nào về nó cả; bản thân Fawkes cũng không thú nhận sự tồn tại của đường hầm cho đến khi bị tra khảo lần thứ năm, nhưng ngay cả khi đã thú nhận ông cũng không thể xác nhận được vị trí của đường hầm. Nếu câu chuyện là đúng thì vào tháng 12 năm 1604, khi những tên đồng phạm đang bận rộn đào đường hầm từ ngôi nhà thuê của họ đến Thượng viện, thì đã dừng kế hoạch đó khi nghe thấy một tiếng ồn ở trên. Fawkes được cử đi để điều tra và khi trở về, ông báo là có người đàn bà góa phụ đang dọn dẹp ở hầm mộ gần đó, ngay bên dưới Thượng viện.
Những kẻ âm mưu mua hợp đồng thuê phòng, thuộc quyền sở hữu của John Whynniard. Do không được sử dụng và bẩn thỉu, nên căn phòng được cho là một nơi lý tưởng để cất giữ thuốc súng. Theo Fawkes, 20 thùng thuốc súng được đưa vào trước tiên, sau đó chuyển thêm 16 thùng nữa vào ngày 20 tháng 7. Tuy nhiên vào ngày 28 tháng 7, do có nguy cơ bùng phát bệnh dịch hạch nên đã hoãn mở Nghị viện đến thứ Ba ngày 5 tháng 11.

### Hoạt động ở ngoại quốc
Để nhận được sự giúp đỡ từ phía ngoại quốc, vào tháng 5 năm 1605 Fawkes ra nước ngoài và nói cho Hugh Owen biết về kế hoạch của mình. Vào một thời điểm nào đó trong chuyến đi, tên của ông đã xuất hiện trong hồ sơ của Robert Cecil, Bá tước thứ nhất của Salisbury, người có mạng lưới gián điệp rải rác khắp Châu Âu. Một trong những gián điệp là Captain William Turner có thể đã đưa cái tên Fawkes vô hồ sơ. Mặc dù thông tin cung cấp cho Salisbury thường không có gì ngoài những kế hoạch xâm lược mơ hồ, và không bao gồm bất cứ điều gì liên quan tới Âm mưu thuốc súng, ngày 21 tháng 6 ông ghi vô bảng báo cáo thông tin Tesimond đưa Fawkes tới Anh bằng cách nào. Fawkes nổi tiếng là một người lính đánh thuê Flander và được giới thiệu cho "Mr Catesby" và "những người bạn quý tộc danh giá và những người có vũ khí và ngựa chiến". Tuy nhiên, báo cáo của Turner không hề nhắc tới biệt danh của Fawkes ở Anh, John Johnson, và không đến được Cecil cho đến cuối tháng 11, sau khi âm mưu bị phát hiện.
Không rõ khi nào Fawkes quay lại Anh, nhưng ông đã trở về London vào cuối tháng 8 năm 1605, khi ông và Wintour phát hiện thuốc súng trong hầm mộ bị phân hủy. Thuốc súng được mang thêm vào trong phòng và được đậy lại bằng gỗ. Vài cuộc họp trong tháng 10 đã quyết định vai trò cuối cùng của Fawkes trong âm mưu. Ông đã đốt mồi nổ và lúc đó trốn thoát qua sông Thames. Đồng thời, một cuộc nổi loạn ở Midlands sẽ giúp bảo đảm bắt giữ được Công chúa Elizabeth. Những hành động giết vua thường không được chấp thuận, và Fawkes sẽ đi đến lục địa, nơi ông sẽ giải thích cho các thế lực Công giáo về nghĩa vụ thiêng liêng của mình là giết nhà vua và những người thân cận của ông.

### Phát hiện

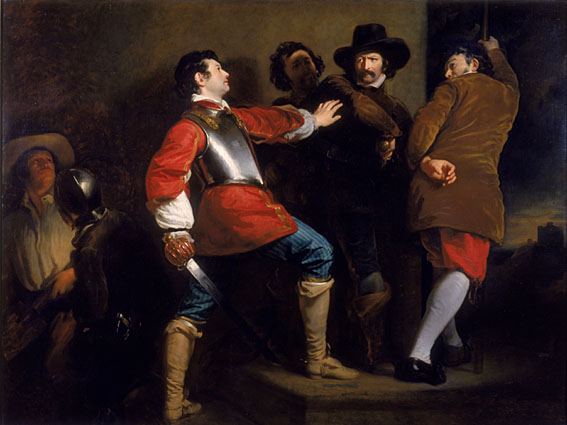
Âm mưu thuốc súng bị phát hiện (c. 1823), Henry Perronet Briggs

Một số tên đồng phạm lo ngại về những người Công giáo sẽ có mặt tại Nghị viện trong buổi khai mạc. Buổi chiều ngày 26 tháng 10, Lord Monteagle nhận được bức thư vô danh cảnh báo ông tránh xa nơi đó, và "ở nhà để cho an toàn... nghị viện sẽ bị nổ tung". Mặc dù nhanh chóng nhận ra sự tồn tại của bức thư, được báo tin bởi một trong những người giúp việc của Monteagle, những tên đồng phạm vẫn quyết tâm tiếp tục với những kế hoạch đã bàn vì cho rằng bức thư "rõ ràng được coi là một trò đùa". Fawkes kiểm tra hầm vào ngày 30 tháng 10 và báo cáo rằng không có chuyện gì hết. Những nghi ngờ của Monteagle đã làm đứt dây động rừng, và bức thư được trình bày với Vua James. Nhà vua đã gọi Ngài Thomas Knyvet đi lục soát những cái hầm dưới Nghị viên, nơi mà ông đã lục soát vào đầu giờ ngày 5 tháng 11. Ca gác của Fawkes là tối hôm trước, Percy đưa một ngòi thuốc và một cái đồng hồ cho Fawkes "bởi vì ông cần theo dõi thời gian". Ông bị phát hiện rời khỏi hầm, ngay sau giữa đêm và bị bắt. Bên trong, các thùng thuốc súng được giấu bị phát hiện dưới những khúc củi và than đá.

### Tra tấn
Fawkes khai tên ông là John Johnson và trước tiên bị các tùy tùng thân cận của nhà Vua thẩm vấn, nhưng ông vẫn tỏ ra bất phục. Khi lãnh chúa hỏi ông định làm gì khi sở hữu số lượng lớn thuốc súng, Fawkes đáp trả rằng ông dự tính sẽ "thổi bay lũ ăn xin Scotland về vùng núi quê hương của chúng mày." Ông tự nhận mình là người Công giáo 36 tuổi đến từ Netherdale ở Yorkshire, và khai cha ông là Thomas và mẹ ông là Edith Jackson. Khi những vết thương trên cơ thể ông được những người thẩm vấn nhận ra, ông giải thích đó là do di chứng của viêm màng phổi. Fawkes thừa nhận ý định của ông là cho Thượng Nghị viện nổ tung và bày tỏ sự hối tiếc vì đã không làm được điều này. Cách ứng xử ấy khiến ông nhận được sự ngưỡng mộ từ Vua James, người mô tả rằng Fawkes sở hữu "một sự kiên định của người Công giáo".
Tuy ngưỡng mộ Fawkes, nhưng vua James lại ra lệnh tra tấn "John Johnson" để buộc ông tiết lộ tên của những kẻ đồng mưu vào ngày 6 tháng 11. Nhà vua ra lệnh rằng lúc đầu nên tra tấn nhẹ nhàng, đề cập việc dùng đến còng tay, nhưng có thể nặng hơn nếu cần thiết, cho phép sử dụng đến cái trăn: "Tra tấn ông ấy nhẹ nhàng trước tiên và từ từ tiến tới biện pháp nặng nhất". Sau đó, Fawkes được chuyển đến Tháp Luân Đôn. Nhà vua đã soạn ra một danh sách các câu hỏi dành cho "Johnson", chẳng hạn như "ông ấy là ai, vì ta chưa bao giờ nghe thấy ai biết đến ông ấy", "Ông ấy học tiếng Pháp khi nào và ở đâu?", và "Nếu ông ấy theo đạo Công giáo, ai đã hướng dẫn ông theo đạo?" Căn phòng nơi Fawkes bị thẩm vấn sau này biết đến là Phòng Guy Fawkes.

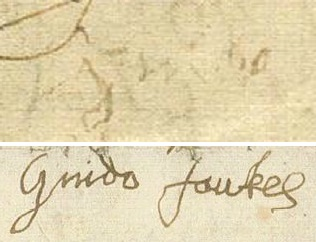
Chữ ký "Guido" của Fawkes ngay sau khi ông bị tra tấn, nhìn ngoằn ngèo hơn khi so sánh với chữ ký sau đó.

Sir William Waad, là Trung úy của tòa tháp, đã giám sát và lấy được lời thú tội của Fawkes sau khi tra tấn. Ông đã tìm kiếm trên người Fawkes và tìm thấy một bức thư được gửi tới Guy Fawkes. Waad thật bất ngờ khi "Johnson" vẫn im lặng, không tiết lộ về âm mưu hoặc người viết bức thư. Vào đêm ngày 6 tháng 11 ông nói với Waad, người đã báo cáo cho Salisbury rằng "Ông [Johnson] nói với chúng tôi rằng từ khi ông thực hiện hành động đó, ông đã cầu nguyện mỗi ngày với Chúa rằng hành động của ông là để củng cố cho đức tin đạo Công giáo và cứu rỗi linh hồn của ông". Dựa theo Waad, Fawkes nghỉ ngơi được suốt đêm, mặc dù ông bị cảnh báo rằng ông sẽ bị tra khảo cho đến khi "Ông tiết lộ bí mật bên trong cho Waad và tất cả kẻ đồng phạm của ông". Fawkes mất đi sự điềm tĩnh vào một lúc nào đó trong ngày hôm sau.
Người quan sát Sir Edward Hoby báo "Từ khi Johnson ở trong tháp, ông ta bắt đầu nói tiếng Anh". Fawkes đã tiết lộ danh tính thật trong ngày 7 tháng 11 và khai với người tra hỏi ông rằng có năm người liên quan đến âm mưu giết nhà Vua. Ông bắt đầu tiết lộ tên của họ vào ngày 8 tháng 11 và nói về ý định đưa Công chúa Elizabeth lên ngôi vương. Ngày 9 tháng 11, lời thú tội lần thứ ba của ông đã tố cáo Francis Tresham. Sau vụ âm mưu Ridolfi năm 1571, những tù nhân bị ép để thú tội trước khi sao chép và ký tên, nếu họ vẫn còn có thể. Mặc dù không chắc chắn rằng liệu ông có bị tra tấn trên cái trăn hay không, nhưng chữ ký ngoằn ngèo của Fawkes vẫn biểu lộ sự đau đớn mà ông phải chịu đựng khi bị thẩm vấn.

## Phiên tòa và vụ hành hình
Phiên tòa xử tám người tham gia âm mưu bắt đầu vào thứ Hai ngày 27 tháng 1 năm 1606. Fawkes cùng với bảy đồng phạm bị áp giải từ Tháp Luân Đôn đến Cung điện Westminster bằng xà lan. Họ bị giam giữ tại Tòa án Star trước khi bị đưa ra giàn giáo ở Cung điện Westminster. Nhà vua và gia đình ruột của ông, lúc bấy giờ đang bí mật theo dõi phiên xử, là một trong số những người tham dự khi các Uỷ viên Thượng sĩ đọc các danh sách cáo trạng. Fawkes được xác định danh tính là Guido Fawkes, "còn được gọi là Guido Johnson". Ông không nhận tội mặc dù đã nhận rõ ràng trước đó lúc bị bắt.

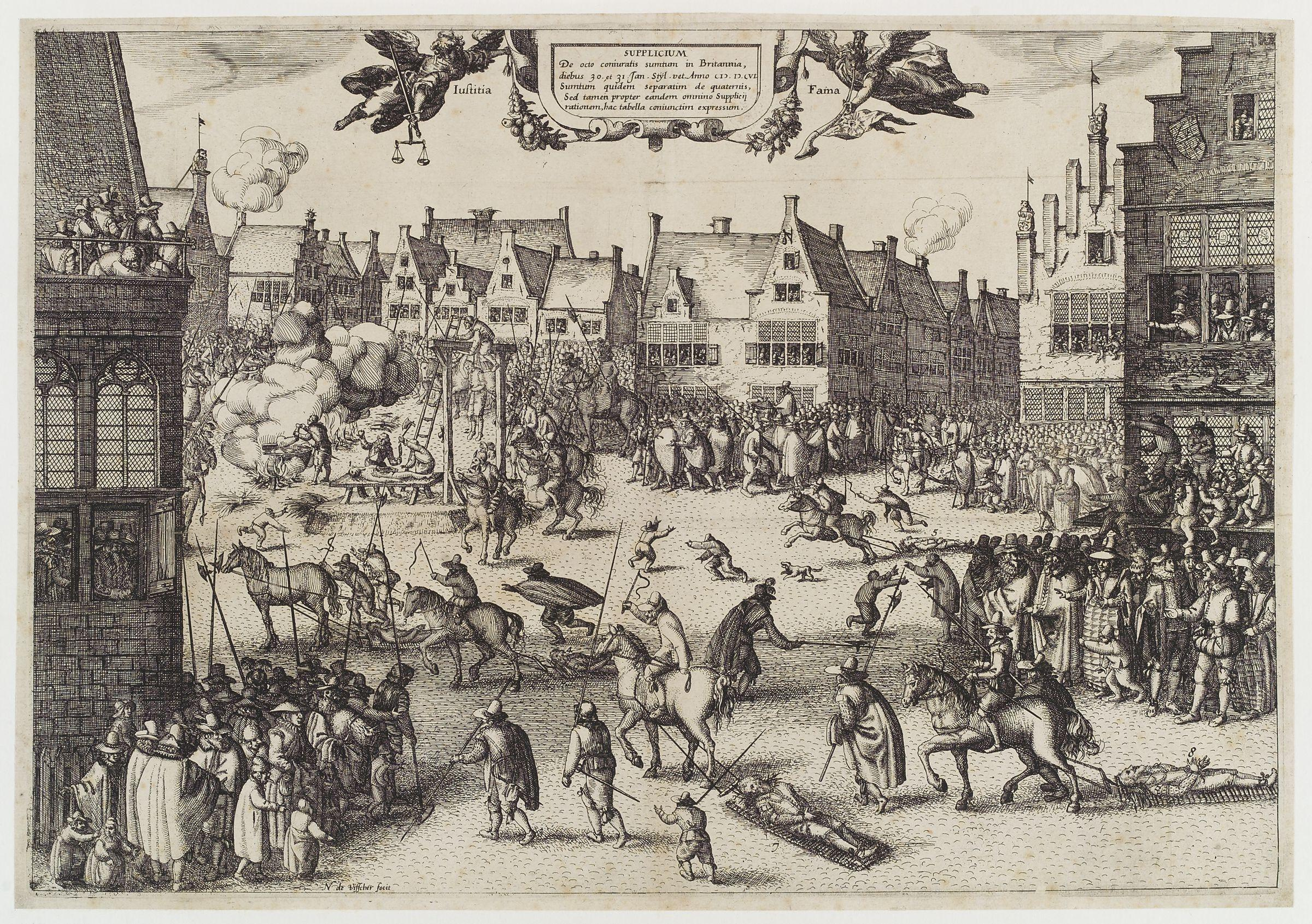
Bản điêu khắc năm 1606 được khắc bởi Claes (Nicolaes) Jansz Visscher, miêu tả cuộc hành hình Fawkes

Bồi thẩm đoàn kết tội tất cả những bị cáo, và Thẩm phán tối cao Sir John Popham tuyên bố họ có tội phản quốc. Tổng trưởng lý Sir Edward Coke tuyên bố với tòa án rằng mỗi bản án sẽ là treo cổ, kéo lê và phân thành tư. Họ sẽ bị "đưa đến cái chết giữa thiên đàng và trần gian vì không xứng đáng với cả hai". Bộ phận vùng kín của họ sẽ bị cắt và đốt trước mắt họ, và ruột tim của họ sẽ bị móc ra. Họ sẽ bị chặt đầu, và các bộ phận đứt lìa của họ sẽ được trưng bày để trở thành "mồi cho những con chim trời". Lời khai của Fawkes và Tresham liên quan đến tội phản quốc với sự giúp đỡ của người Tây Ban Nha và những lời thú tội liên quan cụ thể đến Âm mưu thuốc súng được đọc to. Mảnh chứng cứ cuối cùng được đưa ra là một cuộc trò chuyện giữa Fawkes và Wintour, người bị giữ trong phòng giam kế bên. Hai người họ tưởng được nói chuyện riêng tư, nhưng cuộc trò chuyện này đã bị một gián điệp của chính phủ nghe trộm. Khi các tử tù được phép nói, Fawkes giải thích rằng ông không nhận tội vì sự thiếu hiểu biết về một số khía cạnh của bản cáo trạng.
Ngày 31 tháng 1 năm 1606, Fawkes và ba người khác; – Thomas Wintour, Ambrose Rookwood, và Robert Keyes;– bị kéo lê (i.e., "drawn") trên miếng ván từ Tháp Luân Đôn đến Old Palace Yard tại Westminster, nơi đối diện với tòa nhà mà họ đã định cho nổ tung. Sau đó, những kẻ đồng phạm của ông bị treo cổ và bị phân thành bốn mảnh. Fawkes là người cuối cùng đứng trên giàn. Ông cầu xin sự tha thứ của nhà Vua và chính quyền khi vẫn giữ "cây thánh giá và nghi lễ Công giáo". Mệt mỏi vì bị tra tấn và lúc được người thi hành án dìu lên, Fawkes bắt đầu leo thang để thắt dây thòng lọng và tự làm gãy cổ mình bằng cách nhảy mạnh xuống hoặc trèo quá cao để sợi dây được đặt không chính xác. Nhờ vậy mà ông đã tránh được sự đau đớn trong đoạn sau của cuộc hành hình. Tuy nhiên cơ thể bất động của ông vẫn bị phân thành bốn mảnh và, như tục lệ, các mảnh sau đó được đem tới "bốn góc của vương quốc", tượng trưng như một lời cảnh báo cho những kẻ có ý định phản bội.

## Di sản

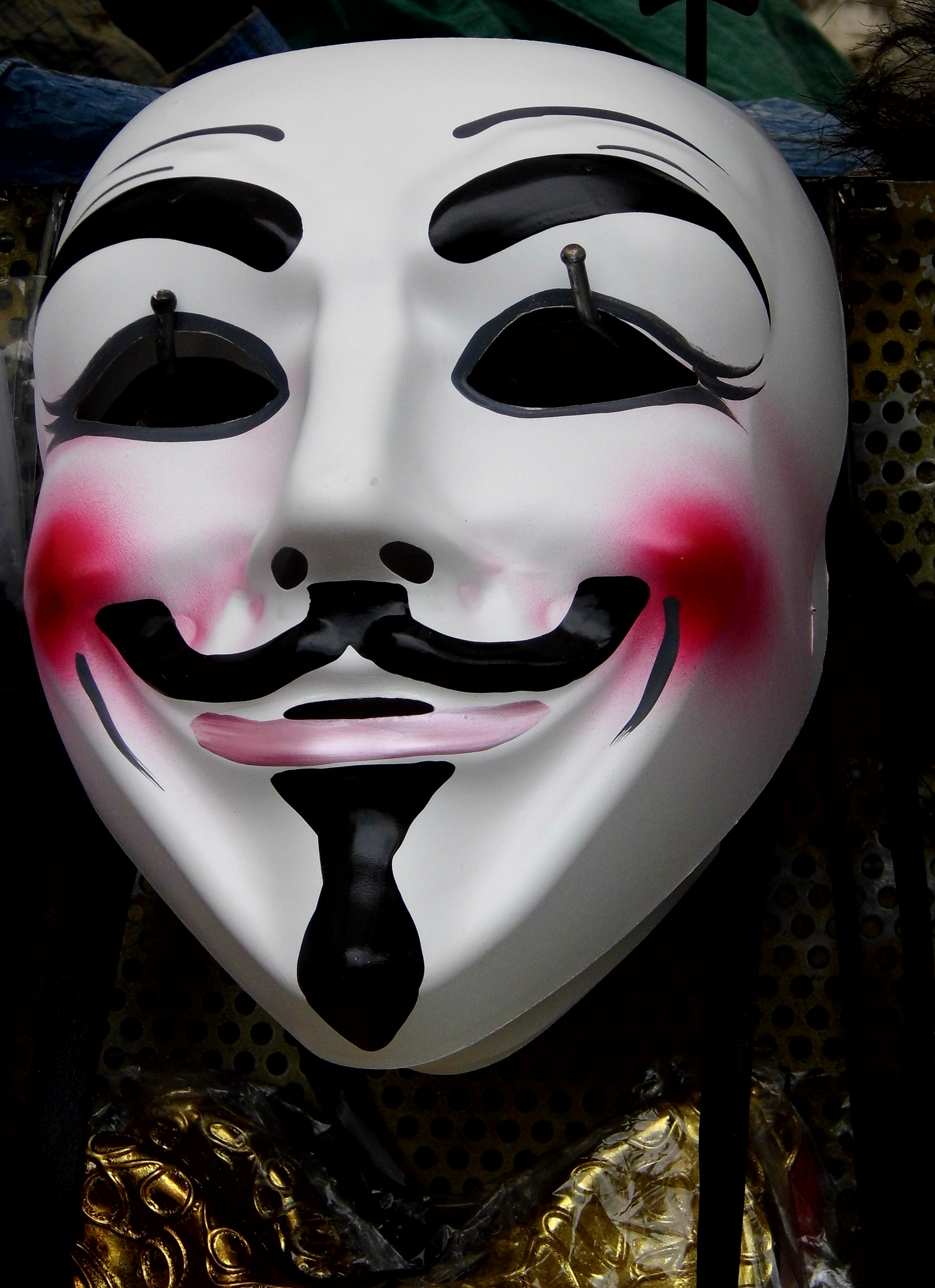
Mặt nạ Guy Fawkes

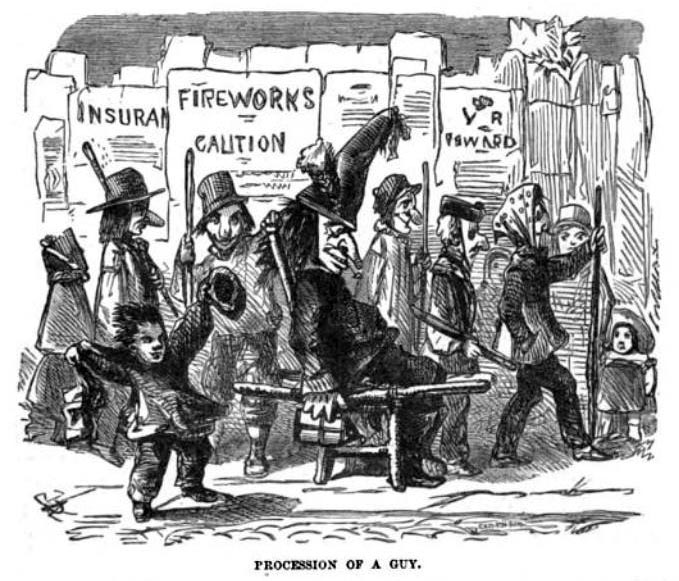
Cuộc diễu hành của Guy (1864)

Ngày 5 tháng 11 năm 1605, những người Luân Đôn được khuyến khích làm lễ kỷ niệm mừng nhà Vua thoát khỏi cuộc ám sát bằng cách đốt lửa với điều kiện "buổi lễ ăn mừng này được thực hiện một cách cẩn thận mà không gây ra bất kỳ nguy hiểm hay sự hỗn loạn nào". Một đạo luật của Nghị viện lấy ngày 5 tháng 11 làm ngày lễ tạ ơn "vui mừng cho sự giải thoát", và vẫn có hiệu lực đến năm 1859. Dù Fawkes là một trong 13 tên đồng phạm, nhưng ông lại là người bị liên tưởng đến Âm mưu thuốc súng nhiều nhất.
Tại Anh, ngày 5 tháng 11 được gọi bằng nhiều cái tên như là Đêm Guy Fawkes, ngày Guy Fawkes, Đêm Âm mưu, và Đêm lửa trại (có thể bắt nguồn trực tiếp từ lễ kỷ niệm ngày 5 tháng 11 năm 1605). Từ những năm 1650 trở đi, việc đốt lửa trại thường đi kèm với bắn pháo hoa, và sau những năm 1673 việc đốt hình nộm (thường là hình nộm đức giáo hoàng) đã trở thành phong tục khi người thừa kế ngôi vua tương lai James II của Anh cải đạo sang Công giáo. Các hình nộm của những nhân vật đáng chú ý thường bị đem đi thiêu đốt, chẳng hạn như Paul Kruger và Margaret Thatcher, mặc dù hầu hết các hình nộm thời hiện đại đều là của Fawkes. Hình nộm "guy" thường được trẻ em tạo ra từ quần áo cũ, báo và mặt nạ. Trong thế kỷ 19, chữ "guy" có nghĩa là một người ăn mặc kỳ quặc, trong khi ngày nay nhiều nơi từ "guy" đã mất đi hàm ý nghĩa xấu và thay vào đó nó chỉ đến bất kỳ người đàn ông nào, và số nhiều của từ "guy" có thể nhắc tới người có giới tính bất kỳ.
James Sharpe, giáo sư lịch sử tại University of York, miêu tả Guy Fawkes được tung hô như là "người đàn ông cuối cùng đi vào Nghị viện với ý định trung thực". William Harrison Ainsworth là tác giả của cuốn tiểu thuyết lãng mạn lịch sử Guy Fawkes năm 1841 miêu tả Guy Fawkes với góc nhìn đồng cảm hơn, và cuốn tiểu thuyết của ông đã thay đổi nhận thức của công chúng về Fawkes thành một "nhân vật hư cấu có thể chấp nhận được". Fawkes sau đó xuất hiện như "một anh hùng hành động" trong những cuốn sách dành cho trẻ em và thể loại penny dreadful, chẳng hạn như The Boyhood Days of Guy Fawkes; hoặc, The Conspirators of Old London được xuất bản vào khoảng năm 1905. Theo nhà sử học Lewis Call, Fawkes hiện là "một biểu tượng quan trọng trong văn hóa chính trị hiện đại", và gương mặt của Fawkes đã trở thành "một công cụ tiềm năng mạnh mẽ để truyền bá thuyết vô chính phủ hậu hiện đại" vào cuối thế kỷ 20.

## Sách tham khảo
- Allen, Kenneth (1973), The Story of Gunpowder, Wayland, ISBN 978-0-85340-188-9
- Bengsten, Fiona (2005), Sir William Waad, Lieutenant of the Tower, and the Gunpowder Plot , Trafford Publishing, ISBN 1-4120-5541-5
- Cobbett, William (1857), A History of the Protestant Reformation in England and Ireland, Simpkin, Marshall and Company
- Fox, Adam; Woolf, Daniel R. (2002), The spoken word: oral culture in Britain, 1500–1850, Manchester University Press, ISBN 0-7190-5747-7
- Fraser, Antonia (2005) [1996], The Gunpowder Plot, Phoenix, ISBN 0-7538-1401-3
- Haynes, Alan (2005) [1994], The Gunpowder Plot: Faith in Rebellion, Hayes and Sutton, ISBN 0-7509-4215-0
- Northcote Parkinson, C. (1976), Gunpowder Treason and Plot, Weidenfeld and Nicolson, ISBN 0-297-77224-4
- Sharpe, J. A. (2005), Remember, Remember: A Cultural History of Guy Fawkes Day , Harvard University Press, ISBN 0-674-01935-0
- Thompson, Irene (2008), The A to Z of Punishment and Torture: From Amputations to Zero Tolerance, Book Guild Publishing, ISBN 978-1-84624-203-8
- Younghusband, George (2008), A Short History of the Tower of London, Boucher Press, ISBN 978-1-4437-0485-4